# Monachosorella flagellaris
Monachosorella flagellaris là một loài thực vật có mạch trong họ Dennstaedtiaceae. Loài này được (Maxim.) Hayata miêu tả khoa học đầu tiên năm 1927.